# Château de la Jaille
Le château de la Jaille est un château construit à partir du XVIe siècle sur la commune de Chahaignes dans la région historique du Maine (actuel département de la Sarthe), en France. Il est en partie inscrit au titre des monuments historiques.

## Architecture
Le parc de la Jaille, de type méditerranéen, est créé en 1920 par l'égyptologue Paul Mallon.

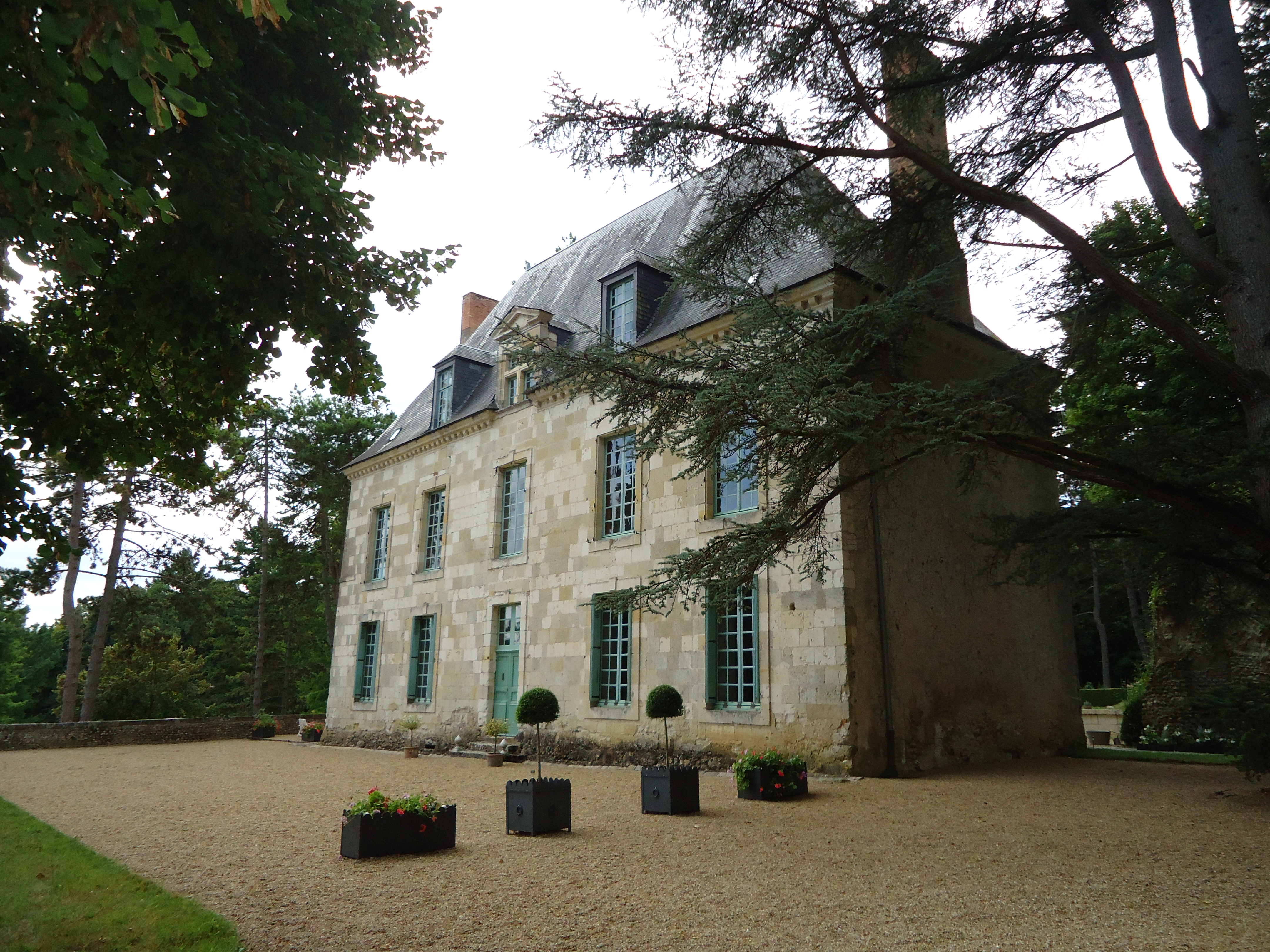
La façade est et le pignon nord.
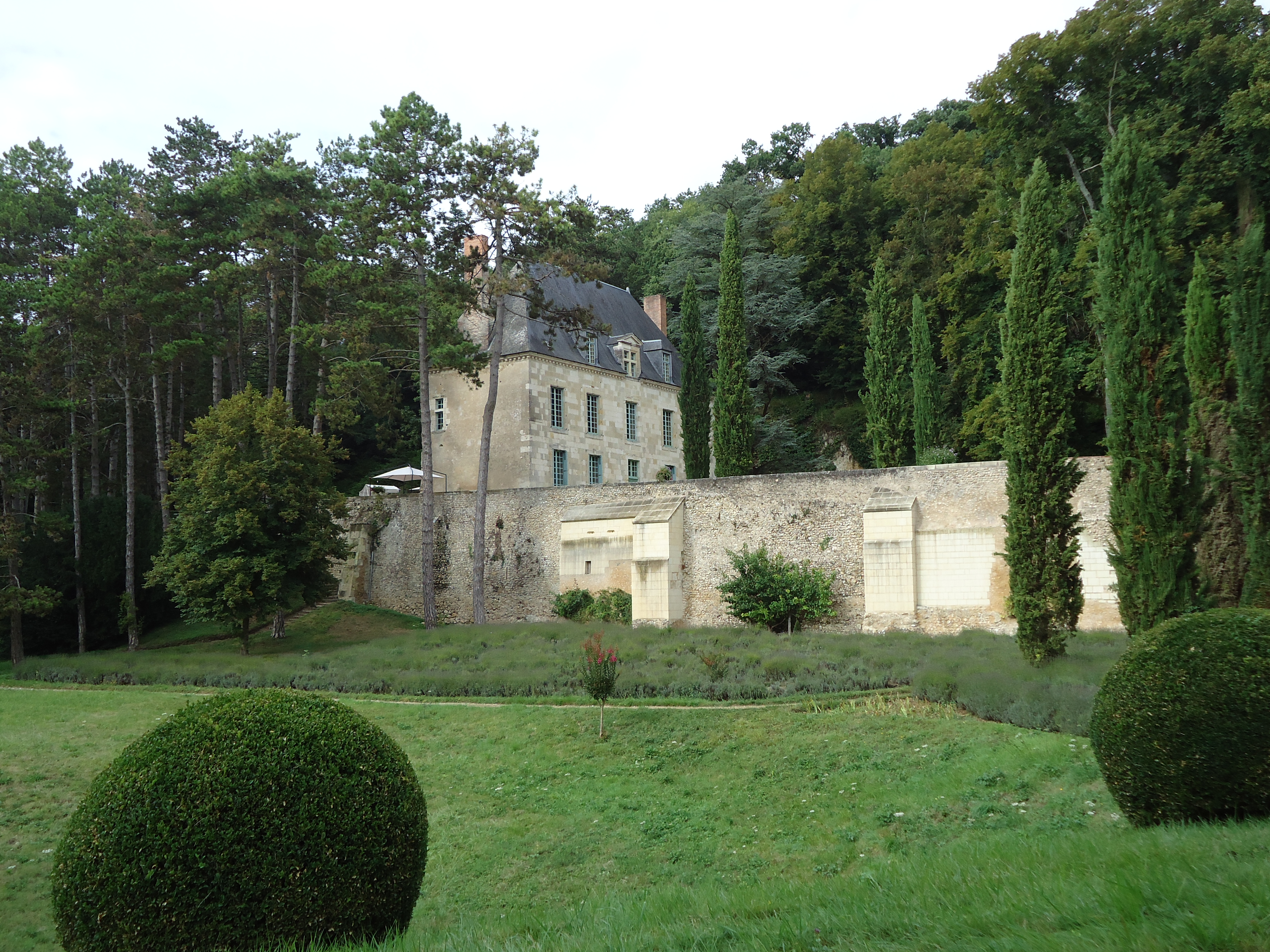
La vue générale sud-est.
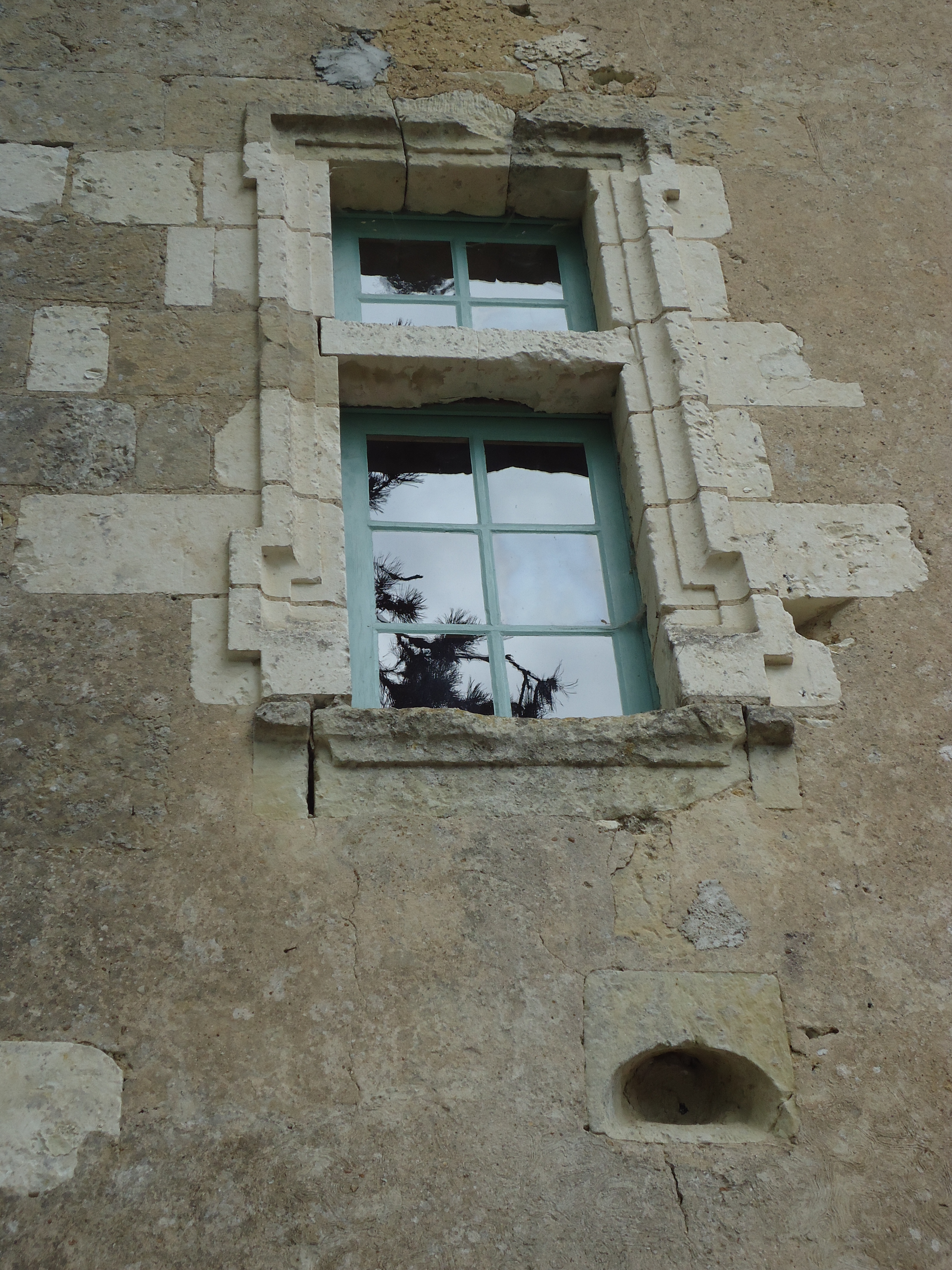
Un détail du pignon nord.
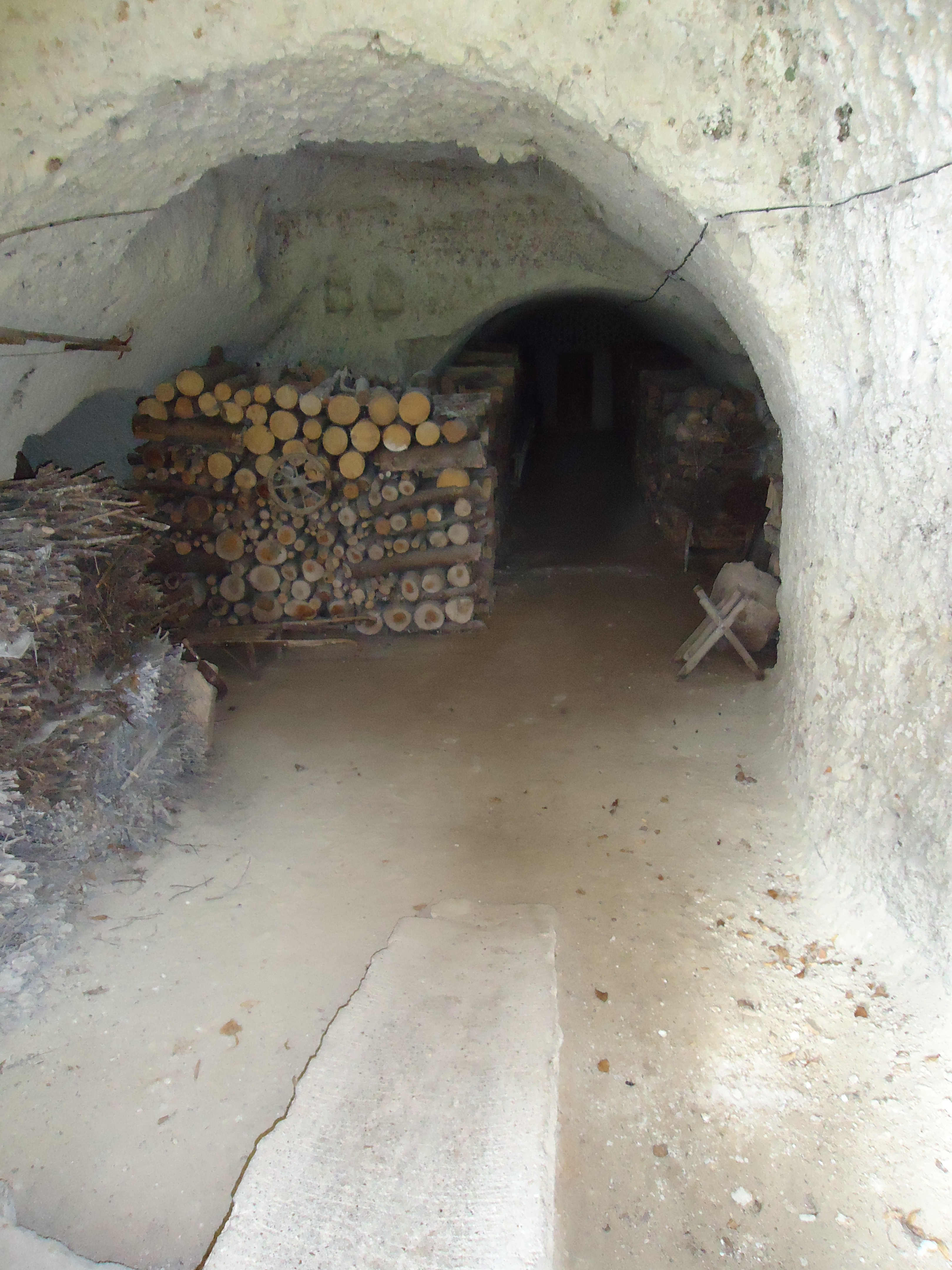
Une cave dans le tuffeau.

## Protections
Les façades et toitures du château font l'objet d'une inscription au titre des monuments historiques depuis le 3 mai 1966.